# Höllenschlund

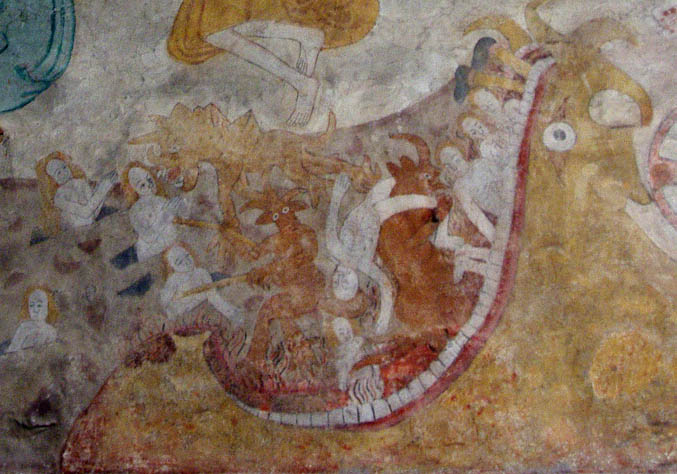
Deckenfresko der Kirche Lohja: die Sünder verschlingender Höllenrachen

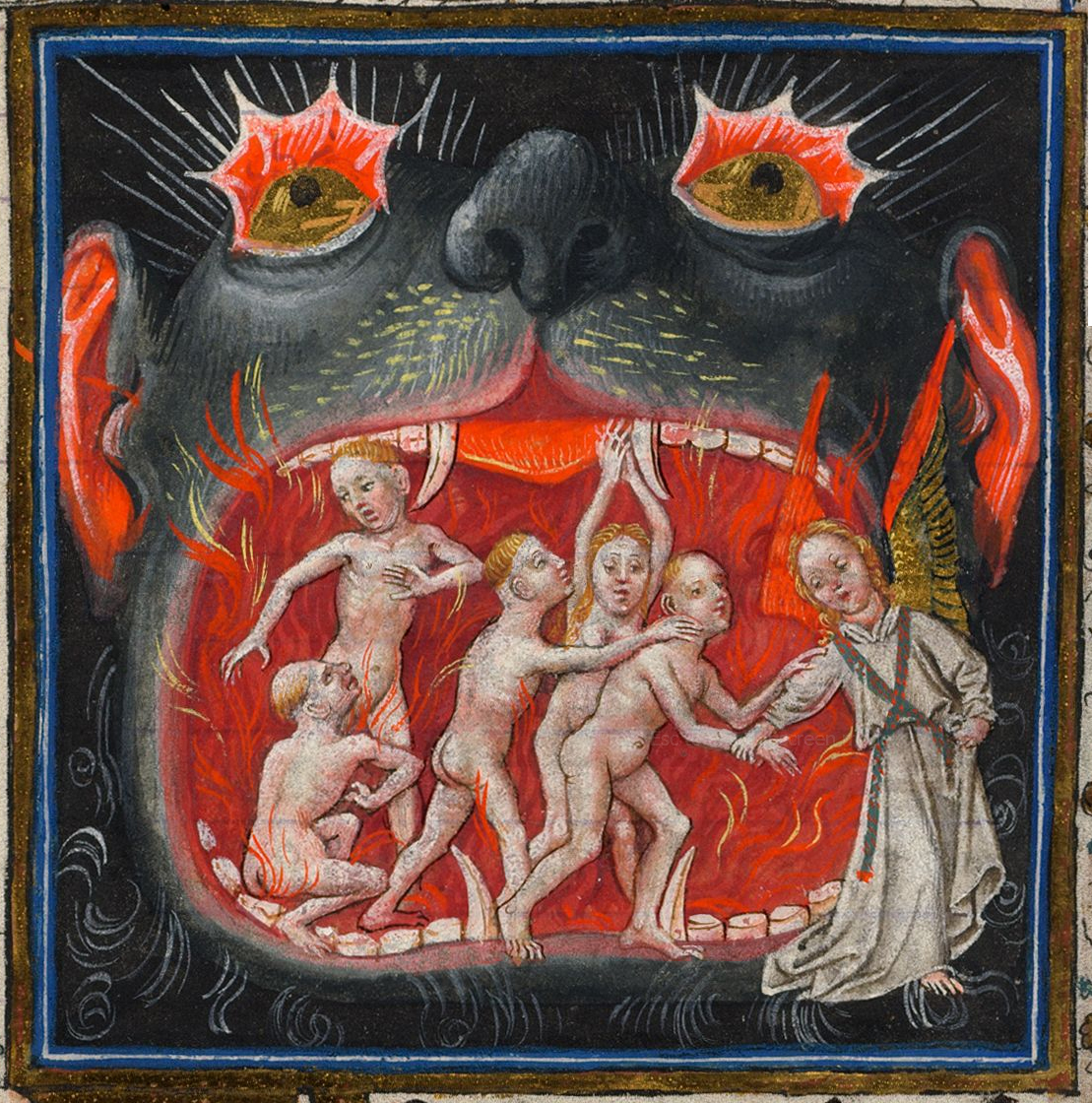
Hellmouth aus den Hours der Catherine de Clèves, um 1440

Höllenschlund ist sowohl die Bezeichnung für das Tor zur Hölle, die in vielen Religionen eine Rolle spielt, als auch ein umgangssprachlicher Ausdruck für einen Vulkanschlot.
Aus dem Mittelalter gibt es zahlreiche drastische Darstellungen, auf denen Sünder in einen lodernden Höllenschlund geraten. In der germanischen Hel-Mythologie wird der Eingang zum unterirdischen Totenreich so bezeichnet, wohin der Gjöll oder einige Seen flossen. Von daher kommen einige Namen wie der Höllsee in Bayern oder der Hollenteich in Hessen.
Die Bezeichnung im Zusammenhang mit Vulkanen kommt daher, dass man früher dachte, die Hölle mitsamt dem glühendheißen Höllenfeuer liege unterhalb der Erdoberfläche, sodass der Vulkan der Eingang sei. Zur Zeit des Mittelalters hatte vor allem der isländische Vulkan Hekla den Ruf, geradewegs in die Hölle zu führen. „Denn Island galt früher in der gesamten christlichen Welt wegen seiner häufigen Vulkankatastrophen als Wohnsitz des Teufels. Und Hekla als die Eingangstür zur Hölle.“